# Covid long pédiatrique
Wikipédia ne donne pas de conseils médicaux ou sanitaires. Cet article est susceptible de contenir des informations obsolètes ou inexactes. Seul un professionnel de la santé est apte à vous fournir un avis médical, et seules les autorités sanitaires de votre pays sont compétentes pour donner des consignes de santé publique relatives à la pandémie de Covid-19.
Pour des articles plus généraux, voir Covid long et Maladie à coronavirus 2019.
 Mise en garde médicale
Lors de la pandémie de Covid-19, il est progressivement apparu qu'il existait des caractéristiques cliniques et épidémiologiques de la Covid-19 distinctes chez les enfants et les adultes. Le Covid long pédiatrique est le nom communément donné au « Covid long » (parfois appelé « Covid longue ») chez l'enfant, c'est-à-dire aux séquelles à long terme parfois engendrés par la Covid-19 chez l'enfant après la période de convalescence typique. Les deux symptômes les plus fréquents en sont l'asthénie (fatigue très anormale, avec difficulté d'apprentissage et généralement des maux de tête) et une dyspnée (essoufflement). Mais une parésie (faiblesse musculaire), une anosmie (perte d'odorat), une agueusie (perte du goût) et une obnubilation (terme médical désignant des dysfonctionnements cognitifs) sont possibles, en lien avec un schéma d'hypométabolisme cérébral (observé au scanner et suggéré comme biomarqueur).
On ne parle de Covid long que quand les symptômes durent plus de 4 semaines ; il peut survenir chez des jeunes sans comorbidités et chez des patients n'ayant pas développé une forme grave. Environ 1 à 6 % des enfants infectés par le virus pourraient être touchés par des formes - plus ou moins handicapantes, au moins marquées par une fatigue anormale - durant plusieurs mois. La forme grave (PIMS) est rare (520 cas répertoriés au 13 juin 2021 en France, dont un décès). Elle est sévère : 2/3 de ces enfants ont du être transférés en soins intensifs.
La réactivation du Virus d'Epstein-Barr (de la mononucléose) dormant serait une cause possible de ces symptômes.
En France, une résolution adoptée le 17 février 2021 reconnait la forme longue de la maladie, mais sans évoquer clairement le cas des enfants et adolescents, de même pour les recommandations de la Haute autorité de santé sur le diagnostic et la prise en charge des cas de Covid long. Hormis pour le cas particulier du PIMS, fin septembre 2021, aucun document informatif sur le Covid long pédiatrique n'était publié par le ministère de la santé ou les agences de santé.

## Histoire et statistiques
Dans un premier temps, à Wuhan comme ailleurs, le nombre d'enfants réellement infectés par le virus a été sous-estimé, en raison de symptômes absents ou souvent bien plus discrets et non spécifiques (symptômes gastro-intestinaux seuls parfois) que chez l'adulte. De plus, « il peut être difficile de distinguer le Covid-19 chez les enfants des autres infections courantes ». Ces difficultés ont pu faire sous-estimer le rôle des enfants dans la transmission du virus.
En juillet 2020, l'IHU de Marseille lance un suivi de jeunes patients infectés par le SARS-CoV-2. Ce suivi montrera que certains enfants ont des symptômes qui perdurent, apparaissent tardivement ou parfois s'aggravent. Dans un premier temps, faute de lésions observable, de nombreux médecins ont estimé qu'il s'agit d'une réaction « psychologique » induite par le stress du confinement, la fermeture des écoles ou d'autres phénomènes psychosociaux issus du contexte pandémique, et non d'une réaction au virus lui-même
Un dépistage plus proactif a permis de détecter de nombreux cas asymptomatiques et des patients pédiatriques modérément malades, notamment dans le contexte des clusters familiaux ou scolaires.
Les enfants présentent une sensibilité réduite à l'infection, comme le montre le taux d'attaque statistiquement plus faible chez les enfants que les adultes vis à vis de cas contacts dans les ménages. On a néanmoins trouvé une faible part des enfants touchés par un syndrome multisystémique inflammatoire pédiatrique parfois mortel, et peu à peu, les études ont décrit des Covid pédiatriques longues à persistantes de 4 semaines ou plus à compter du début de la maladie, avec notamment fatigue, faiblesse musculaire, dyspnée, douleurs thoraciques, toux et anosmie,,,. Jusqu'en 2021, les informations sur la Covid longue pédiatrique étaient rares et concernaient essentiellement les enfants hospitalisés, 3 ; ainsi sur les 201 premiers patients pédiatriques de moins de 16 ans testés positifs dans les hôpitaux publics de Marseille, 1/6ème environ présentaient ensuite des symptômes persistants et/ou récurrents post-Covid-19,2-5 mais sans complications inflammatoires,. L'asthénie est le symptôme persistant le plus évident et fréquent. Les enfants atteints de Covid-19 aigu symptomatique ont significativement plus de risque de symptômes à long terme.
En décembre 2020, deux études publiées dans The Lancet décrivent dans la Covid-19 des effets neurologiques et vasculaires délétères, rares, mais possibles chez l'enfant et l'adolescents. Mais on ne sais pas encore pourquoi la Covid pédiatrique est presque toujours bénigne (par rapport aux adultes) chez l'enfant, ni si et comment les enfants d'âges différents contribuent ou non à la transmission communautaire asymptomatique du virus ; ni quelle sont la physiopathologie et les stratégies d'investigation et de traitement les plus appropriées pour le nouveau syndrome hyperinflammatoire décrit.
En septembre 2020, Simba et al., en étudiant le cas du Kenya se demandent si les effets directs et indirects de la Covid-19 chez l'enfant pourraient avoir été sous-estimés dans les pays à faible revenu et à revenu intermédiaire, notamment en Afrique subsaharienne. Parmi les effets indirects, ils citent « les perturbations des soins de santé et des vaccinations de routine, des fermetures d'écoles, la malnutrition et des difficultés économiques accrues pour de nombreuses familles ».
En octobre 2020, l'OMS, par la voix de son directeur général Tedros Adhanom Ghebreyesus confirme la présence de cas de Covid Longue pédiatrique et 4 mois plus tard (février 2021), la Dre Janet Diaz (responsable de la Covid longue à l'OMS) alertait la communauté internationale en précisant que la forme longue de la maladie touchait environ 10 % des malades ; sans lien statistiquement significatif avec le degré de gravité de la primo-infection ni avec l'âge du patient (soulignant que les jeunes enfants pouvaient aussi être concernés par cette forme longue de la Covid-19).
En juin 2021, alors que dans le monde, on admet peu à peu qu'existe des formes longues de la maladie chez l'adulte, et alors que l'on pensait que les enfants étaient peu vulnérables à la Covid-19, l'Office of National Statistics (ONS) du Royaume-Uni estime que 11 000 enfants (de 2 à 11 ans), 19 000 adolescents (de 12 à 16 ans) et 89 000 jeunes (de 17 à 24 ans) manifestaient encore des symptômes persistants quatre semaines après le début de la maladie ; à douze semaines, ces taux diminuaient mais en restant significatifs (8 000, 15 000 et 75 000 cas respectivement pour ces tranches d'âge). On ignore encore l'importance relative éventuelle du type de souche ou variant du virus dans ce phénomène.
La cellule pédiatrique Covid Longue de l'Hôpital Germans Trias en Espagne confirmait aussi des cas de symptômes persistant durant au moins 6 mois ; dans une cohorte de 70 jeunes de 5 à 17 ans (13 ans de moyenne d'âge) suivis après avoir contracté le virus SARS-CoV-2, 30 % avaient encore des symptômes après 6 mois, 43 % ne pouvant pas suivre une scolarité normale et 90 % ne pouvant plus avoir d'activité extrascolaire.
Au Royaume-Uni, l'ONS (Office national des statistiques) notait en avril 2021 que 7,4 %, 8,2 % et 11,5 % de patients souffrant de Covid Longue pédiatrique présentaient encore des symptômes prolongés au moins 3 mois après le début de la maladie.
À Marseille (France, Aurélie Morand et ses collègues pédiatres de à l'Hôpital de la Timone (AP-HM) suivent depuis l'été 2020 un panel d'enfants souffrant de symptômes prolongés du Covid. Une étude publiée dans Acta Paediatrica estimait que 16,8 % de ces enfants manifestaient de tels symptômes persistants environ un an après leur primo infection. En moyenne les symptômes apparaissent 5 mois environ après la primo-infection (entre 36 et 345 jours après la phase aiguë de la Covid).
En août 2021, le Conseil scientifique mis en place par le gouvernement introduit le concept de Covid longue pédiatrique en se basant sur des taux publiés à l'étranger (4 % à 13 % des enfants testés positifs, selon l'âge des enfants, les méthodes et critères retenus).
L'utilisation du TEP-scan chez 7 cas pédiatriques à l'Hôpital de la Timone montre chez ces enfants (comme chez l'adulte) que dans le cerveau le bulbe olfactif et les régions limbiques, le tronc cérébral, et le cervelet sont touchés ; or ces zones du cerveau sont impliqués dans la mémoire, la régulation des émotions, les fonctions autonomes du corps (rythme cardiaque, rythme respiratoire, sommeil…), le goût, la nociception. Ceci pourrait expliquerait la diversité des symptômes du Covid long, même sans lésions physiques apparentes d'organes.
Mi-2021, en France et dans le monde, le taux de Covid Longue pédiatrique (prévalence) est encore mal évalué, de même que la durée moyenne ou maximale des symptômes.
The Lancet publie une étude évaluant la prévalence à 2 % pour un suivi sur 56 jours de suivi de jeunes patients via une application mobile (méthode susceptible d'avoir induit des biais statistiques).

## Tableau clinique, diagnostic
Comme chez l'adulte les symptômes varient beaucoup pour la nature des atteintes et leur gravité, d'une simple fatigue inhabituelle à la nécessité d'utiliser un fauteuil roulant et/ou d'une sonde pour nourrir l'enfant qui est alors déscolarisés plusieurs mois.
Les symptômes prolongés observés chez l'enfant et l'adolescent, décrits par les groupes de soutien et la littérature médicales (émergente mais abondante sur la Covid-19) sont comparables à ceux relevés chez l'adulte : asthénie marquée (avec insomnie dans 18,6 % des cas pédiatriques aux Etats-Unis), difficultés de concentration, dyspnée, toux, maux de tête, douleurs abdominales et musculaires, tachycardie (syndromes POTS).
Ces effets sont parfois élargis à des symptômes d'atteintes multi-systémiques affectant le système nerveux, digestif et musculaire : anosmie, agueusie, douleurs oculaires, troubles du sommeil (hypersomnie ou insomnie), difficultés motrices, intolérance à l'effort, dysautonomie, vomissement persistants, déglutition difficile, amaigrissement, perte de cheveux, éruption cutanée, pseudo-engelures aux orteils, etc. Certains enfants développent une angoisse, mais pas systématiquement.
Comme chez la plupart des cas de Covid Longue adulte, les examens de premier recours classiques ne révèlent généralement rien d'anormal. Seuls le TEP-scanner cérébral, l'IRM cardiaque, le tilt-test, la scintigraphie pulmonaire VP, la biopsie du muscle permettent de montrer une inflammation anormale, un dysfonctionnement cérébral et/ou des atteintes multisystémiques caractéristiques de la Covid longue. Mais tout comme la recherche d'auto-anticorps spécifiques, ce sont des examens presque jamais prescrites en pédiatrie.
Selon le Pr Guedj (chef du service de médecine nucléaire de l'hôpital de la Timone) « Les plaintes de ces enfants ne peuvent simplement s'expliquer par des troubles psychologiques et psychiatriques », estime le spécialiste qui a déjà mis en évidence, à l'identique, cette atteinte cérébrale chez des patients adultes, et qui privilégie aujourd'hui l'hypothèse de l'inflammation du cerveau, au moment de l'infection par le SARS-CoV-2, pour expliquer, chez un sous-groupe de patients, les symptômes de très longue durée : « Il y a une vraie atteinte cérébrale. On ne peut pas résumer ça à quelque chose de purement fonctionnel ».
Le diagnostic différentiel doit éliminer la maladie auto-immune, une autre pathologie post-infectieuse ou des troubles d'origine psychogène.

## Évolution de la maladie
L'amélioration de l'état des enfants est progressive, parfois avec des rechutes pouvant durer plusieurs mois, voire une tendance à l'aggravation (à la suite d'efforts cognitifs ou physiques évoquant un syndrome de fatigue post-virale). Le repos et à l'évaluation de la tolérance à l'effort sont recommandés avant toute reprise d'activité ou programme de rééducation.
Il n'y a pas en France de reconnaissance officielle et précise de cette forme maladie dont les tableaux cliniques sont déconcertants et non-répertoriés, et mal révélée par les examens de routine. Ceci fait que certains médecins évoquent un trouble somatique fonctionnel, ce qui selon les organisations de parents concernés n'est pas une réponse adéquate.

## Données scientifiques
Comme pour la Covid longue de l'adulte, la littérature est encore émergente et la recherche en cours.
En 2019, les bébés, enfants et adolescentes semblent épargnés par les formes graves de la maladie.
Mais de premiers travaux évoquent peu à peu une maladie non pas uniquement pulmonaire, mais également neurocérébrale,, et une possible combinaison chez l'enfant de syndromes pédiatriques pulmonaires et immunitaires, associés à un hypométabolisme cérébral,,,,, une péricardite ou myocardite ; les enfants et adolescents touchés n'ayant généralement pas connu de forme grave de la maladie (ni hospitalisation, ni réanimation), ayant au contraire eu une primo-infection légère ou modérée. Parfois leurs symptômes ont simplement persisté (plus d'un an parfois), parfois ils ont émergé des semaines voire des mois après l'infection.
Parfois les enfants et adolescents étaient asymptomatiques au moment de l'infection mais ont ensuite développé une Covid longue ; dans ces cas ils ont généralement été repérés tardivement, car il n'y avait pas de raisons pour les tester avec un test PCR (par ailleurs indisponible en début de pandémie).
Les tests sérologiques chez ces enfants sont en outre souvent négatifs.
36 % de malades adultes ne séroconvertissent pas selon un travail récemment publié, mais ce taux est inconnu pour les cas pédiatriques.
Ce contexte fait qu'un grand nombre de cas de Covid (incluant des Covid longues) n'ont pas été détectés ou ne l'ont été que tardivement. Une absence de séroconversion rend la maladie moins détectable et a favorisé les cas d'errance médicale, et de nombreux cas de PIMS ont été confondus avec la maladie de Kawasaki à cause de cette absence de traces d'infection au SARS-COV-2.
En novembre 2020, Acta Paediatrica publie une première étude observationnelle qui porte sur 5 cas d'enfants et adolescents suédois âgés de 9 à 15 ans, non hospitalisés lors de la primo-infection, mais souffrant de symptômes persistant encore 6 à 9 mois après leur diagnostic clinique ; symptômes similaires à ceux du Covid long adulte (asthénie, dyspnée, palpitations, douleurs thoraciques). 4 sur 5 avaient aussi des maux de tête, maux de gorge, difficultés de concentration, faiblesse musculaire, vertiges. L'un a été hospitalisé pour une péri-myocardite. Aucun des cinq enfants n'a pu retourner à temps complet à l'école,.
En janvier et avril 2021, en Italie au Royaume-Uni et en Russie, trois autres études portent sur des cohortes plus importantes (129, 510 et 518 enfants et adolescents, respectivement), confirmant l'étude précédente. L'étude italienne note moins un symptôme 120 jours après le début de la maladie chez 52,7 % des enfants suivis. Elle confirme que ces symptômes prolongés ou tardifs peuvent suivre une forme initiale asymptomatique ou paucisymptomatique.
En avril 2021, un suivi de 20 000 patients (enfants et adultes) par l'Office for National Statistics du Royaume-Uni conclut que les enfants testés positifs présentaient encore au moins un symptôme après 5 semaines (chez 9,8 % dans le groupe 2-11 ans, et chez 13 % des 12-16 ans).
En juillet 2021, on apprend que parmi 129 enfants (<18 ans) suivis en Italie par questionnaire (de septembre 2020 au 1er janvier 2021) 53 % avaient encore des symptômes de Covid-19 plus de 120 jours après le diagnostic, et 43 % en étaient gênés dans la vie quotidienne,
En août 2021, deux publications britanniques et françaises, respectivement dans The Lancet et Acta Paediatrica confirment l'existence de tels symptômes, mais en proposant des prévalence différentes. Des chercheurs italiens observent des particularités immunologiques propres à la Covid longue pédiatrique où une fois apparemment complètement rétablis, après un retour à la normale du nombre de lymphocytes B, l'enfant montre une activation anormale des plasmablastes et des lymphocytes B, et des taux anormalement élevés de cytokines inflammatoires. Ceci montre que l'immunité innée est en cause dans la Covid longue pédiatrique.
En octobre 2021, Levy & al. estiment que les associations entre les comorbidités et les évolutions graves de la Covid-19, tout comme la dynamique de transmission du virus chez les enfants, sont complexes et encore à mieux étudier. Des vaccins hautement efficaces sont désormais disponibles pour les adultes et les adolescents, et des essais pédiatriques sont en cours.
Une atteinte inflammatoire cérébrale chez des patients adultes et pédiatriques est possible, mise en évidence par l'imagerie médicale. Pour le professeur Guedj, « les plaintes de ces enfants ne peuvent simplement s'expliquer par des troubles psychologiques et psychiatriques. Il y a une vraie atteinte cérébrale. On ne peut résumer ça à quelque chose de purement fonctionnel » (lien vers l'article). L'hypothèse d'une inflammation cérébrale au moment de l'infection par le virus pourrait aussi expliquer chez un sous-groupe de patients les symptômes de très longue durée.

## Traitement et prise en charge
En 2020, des recommandations ont été faites à propos des « spécificités de la prise en charge nutritionnelle des patients pédiatriques Covid 19+ »
Un algorithme de traitement a été co-produit en 2021 par la Société française de pédiatrie et le comité de pilotage du groupe COPIL COVID inflammation pédiatrique.
Selon la HAS (2021), le traitement vise à :
- « prévenir/corriger d'emblée les défaillances d'organes (défaillance cardiaque, vasoplégie) »[1] ;
- « réduire rapidement l'inflammation »[1] ;
- « limiter les risques de séquelles »[1].

La prise en charge des formes graves et nécessairement multidisciplinaire. Elle doit donc se faire à l'hôpital en services pédiatriques, en associant des urgentistes, des pédiatres réanimateurs, cardiologues, infectiologues et rhumatologues ; et d'éventuels autres spécialistes pédiatres (selon le tableau clinique).
Le traitement est à adapter à la sévérité des symptômes (corticothérapie, immunoglobulines, anti-agrégants, anticoagulants, antibiotiques voire biothérapies). Un accompagnement psychologique de l'enfant et de la famille peut être envisagé, en lien avec le médecin traitant.
En septembre 2021, dans les faits, la prise en charge pédiatrique de la Covid longue varie considérablement selon les pays. Elle est encore récente car Les enfants avaient dans un premier temps été considérés très peu vulnérables face au virus… ce qui a pu entrainer un déni de la maladie chez certains parents et soignants.
Des témoignages recueillis par les groupes de soutien montrent que certains pédopsychiatres peuvent poser à tort un diagnostic de troubles hystériques et psychosomatiques, faute d'avoir connaissance de la Covid longue pédiatrique et de ses aspects multi-systémiques. Ils proposent alors une simple prise en charge psychologique, très insuffisante selon l'association Covid long France.
Faute de reconnaissance officielle, la Covid longue pédiatrique affecte doublement la scolarité car les équipes pédagogiques ignorent ou sous-estiment le plus souvent la maladie, ce qui génère des incompréhensions et tensions avec le familles d'enfants ne pouvant rejoindre l'école tout en ne bénéficiant pas d'aménagements scolaires.
Peu à peu, en 2021, quelques états ont reconnu la forme pédiatrique de la Covid longue et mis en place des services spécialisés de prises en charge de Covid longue pédiatrique, par exemple dans 15 cliniques du Royaume-Uni, aux États-Unis d'Amérique (USA), Canada, en Espagne, en Suisse puis en Allemagne et en Hongrie, mais pas encore en France ou Belgique. En France les familles ne bénéficient donc pas d'aides pour affection longue durée (ALD) ni de reconnaissance de symptômes invalidants par la Maison départementale des personnes handicapées (MDPH) pouvant permettre des aménagements scolaires et des aides pour les enfants ne pouvant plus se rendre à l'école. L'un des parents peut devoir interrompe son activité professionnelle sans bénéficier de dispositifs d'aide ni d'aménagements spécifiques.

## Syndrome inflammatoire multisystémique pédiatrique post-infectieux (ou PIMS) chez l'enfant
C'est la forme rare (mais la plus grave de la covid longue pédiatrique, car potentiellement mortelle en cas de défaillance d'un ou plusieurs organes).
Fin avril 2020, en France et dans d'autres pays, des pédiatres signalent un pic apparent de syndromes proches de la maladie de Kawasaki(myocardite avec état de choc cardiogénique touchant des enfants récemment infectés par le SARS-CoV-2). Depuis cette date, plusieurs autres cas ont été décrits dans la littérature dans différents pays européens (notamment en Italie, UK, Belgique, Espagne) en Amérique du Nord (notamment aux USA) ainsi qu'en Asie et en Amérique latine.
Généralement une fièvre élevée (>39°C) accompagne une nette altération de l'état général (apathie, asthénie extrême, perte d'appétit, frissons, pâleur, douleurs diffuses, marbrures) et des signes digestifs (douleurs abdominales, diarrhée, nausées, vomissements, syndrome pseudo-appendiculaire ; le plus souvent, l'abdomen est souple à la palpation).
D'autres signes sont (parfois) :
- symptômes de choc : pâleur, polypnée, tachycardie, pouls filant, hépatomégalie, temps de re- coloration cutanée allongé, tension différentielle pincée ou hypotension ;
- signes mucqueux-cutanés : injection conjonctivale, éruption maculo-papuleuse, prurit, œdème et rougeur des extrémités, lèvres sèches et fissurées (chéilite), glossite ;
- signes neurologiques : irritabilité, céphalées, méningisme, confusion ;
- signes respiratoires : polypnée, toux.

Sur la base de ce tableau clinique, les pathologistes ont défini une nouvelle entité, dite PIMS, de maladie inflammatoire systémique chez l'enfant apparue dans le contexte épidémique de l'infection à SARS-CoV-2 en 2020.
En décembre 2020, la revue NATURE (MIS-C : early lessons from immune profiling) a listé chez l'adulte des troubles systémiques du système digestif, vasculaire, cardiaque, nerveux, respiratoire combinés à une forte fièvre, des diarrhée, une conjonctivite, des lèvres asséchées, une fatigue intense ou encore une tachycardie et des manifestations cutanées. Ces symptômes apparaissent brutalement, environ 4 à 6 semaines après l'infection par le virus SARS-CoV-2.
43 % des enfants touchés nécessitent une hospitalisation urgente et 24 % une réanimation ou un transfert en unité de soins intensifs. En mai 2020, l'OMS publie les critères du PIMS et au même moment, en France la HAS demande d'« évoquer un PIMS chez l'enfant de tout âge devant les signes d'appel suivants : fièvre élevée + altération marquée de l'état général + signes digestifs. L'association de ces trois signes est très fréquente dans le PIMS. D'autres signes cliniques évocateurs peuvent être associés, notamment un état de choc ou des signes cutanéomuqueux (notamment injection conjonctivale, éruption maculo-papuleuse) ». Le PIMS peut survenir à tout âge, le plus souvent chez les de 4-11 ans.
Le PIMS est officiellement reconnu depuis le 8 juillet 2021 en France par la Haute autorité de santé (HAS) qui a émis des recommandations pour son repérage et sa prise en charge précoce.
En 2021 en France, 501 cas ont été signalés entre le 1er mars et le 25 avril (moyenne d'âge : 7 ans) et un enfant âgé de 9 ans en est mort (PIMS associé à une myocardite). Chez certains des enfants hospitalisés, des symptômes persistent plusieurs mois en dépit des soins.
Des études récentes, encore à confirmer laissent penser que des facteurs génétiques et immunitaires sont en cause.
Le suivi médical des 100 000 participants adultes aux essais de développement d'un vaccin a montré (décembre 2020) que l'administration du vaccin anti-Covid ne déclenche pas de covid longue, inversement aux cas d'infections naturelles,,.
Sous réserve de nouvelles données, la HAS ne recommande pas la vaccination contre le SARS CoV-2 chez l'enfant ayant présenté un PIMS.

## Séquelles neurodéveloppementale? (chez le nouveau-né issu d'une mère atteinte de Covid lors de la grossesse)
Plusieurs études ont recherché d'éventuelles séquelles psychomotrices chez les nouveaux né issus d'une femme ayant contracté la maladie durant la grossesse. Si des effets induits existent, ils pourraient varier selon le variant en cause et être lié à un taux accru d'une interleukine, l'IL-6, connue pour contribuer à l'induction de retards psychomoteurs, à un risque accru d'autisme et de schizophrénie chez les enfants issus de mères touchées par le VIH ou la rubéole lors de leurs grossesse. 
- Une étude chinoise basée sur l'évaluation ASQ-3 (tests réalisés à un an chez des enfants nés au printemps 2019, qui se sont donc développés in utero avant la pandémie qui a démarré vers leur premier anniversaire a conclu à un léger retard dans le développement de la motricité fine (comparativement à celle d'enfants nés au cours des printemps précédents)[33].
- Une étude américaine ayant porté sur 255 mamans dont 114 ont accouché  dans un hôpital new-yorkais entre mars et décembre 2020 en étant contaminée par le virus (asymptomatiquement ou avec peu de symptômes) a conclu (début 2022) à un développement psychomoteur plus lent à l'âge de 6 mois chez les enfants nés au cours de la pandémie du coronavirus que chez les petits venus au monde juste avant la crise, et ce indépendamment d'une éventuelle exposition au Sars-CoV-2[31]. Ce retard qui pourrait être expliqué par l'IL-6 et le stress de l'organisme maternel lors de l'infection (sans contamination verticale mère-enfant) et peut être ensuite être compensé grâce à la plasticité cérébrale du nouveau-né[32] ;
- Une autre étude (en attente de publication début 2022) constate, elle, une différence de développement psychomoteur chez les enfants exposés au SARS-CoV-2 [34].

## Modalités de signalement; suivi de cohorte
Une méthodologie et les premiers résultats de la surveillance des PIMS en France ont été publiés en juin 2020.
En France, Santé publique France en lien avec le comité de pilotage du groupe COPIL COVID inflammation pédiatrique comité de pilotage du Groupe d'intérêt « COVID Inflammation Pédiatrique » a créé sur son site une fiche de signalement des cas de PIMS en France
La Société française de pédiatrie et le comité de pilotage du groupe COPIL COVID inflammation pédiatrique ont mis en place :
- un protocole de collecte de données cliniques et d'explorations complémentaires ;
- une fiche d'évaluation à 6±1 mois de l'évolution d'une infection à SARS-CoV-2 chez les enfants ayant présenté un PIMS[37]

## Groupes de soutien
- Au Royaume-Uni, un collectif dénommé Long Covid Kids promeut une meilleure reconnaissance du Covid long pédiatrique, via un site traduit en plusieurs langues[38].
- En France sur Facebook des familles partagent des témoignages de formes longues de la Covid chez les enfants et adolescents, des articles de presse ou des publications scientifiques (groupe Covid Enfants/Adolescents)[39].

Lydia Pastore (franco-américaine de 16 ans) a créé un site site d'entraide (anglo-français) permettant aux jeunes adolescents de témoigner d'échanger et de se soutenir mutuellement, en anglais ou français. Une association « Familles des enfants victimes du PIMS Covid » a été créée.

## Enjeux de connaissance
Il s'agit de mieux comprendre cet aspect de l'épidémiologie et de la clinique de la Covid-19, trop souvent confondu avec de supposés effets psychosomatiques, pour trouver d'éventuels marqueurs biomédicaux, mieux identifier les individus à risque (en précisant les facteurs de risque) et pour mieux soigner les jeunes patients.
Il s'agit aussi de mieux préparer et budgétiser les réponses sanitaires en anticipant les ressources nécessaires pour prendre en charge cette pathologie qui s'ajoute au fardeau croissant des maladies chroniques.